# بوتيلتوليلكوينوكليدين
بوتيلتوليلكوينوكليدين (بالإنجليزية: Butyltolylquinuclidine) هو مركب كيميائي يُعرف بأنه مثبط قوي لإنزيم أستيل كولين إستراز، وقد وُجد أنه يرتبط بموقع مختلف عن الموقع النشط للإنزيم، مما يجعله مثبطًا لا تنافسيًا.

## الاستخدامات
يُستخدم بوتيلتوليلكوينوكليدين في الأبحاث المتعلقة بوظيفة الأستيل كولين إستراز وأثر مثبطاته على النواقل العصبية. يُعد هذا المركب أداةً مفيدة لفهم كيفية تعديل نشاط هذا الإنزيم، الذي يُعد هدفًا مهمًا في علاج أمراض مثل ألزهايمر.